# استل وینوود
استل وینوود (به انگلیسی: Estelle Winwood)‏ (۲۴ ژانویهٔ ۱۸۸۳ – ۲۰ ژوئن ۱۹۸۴) هنرپیشه اهل بریتانیا بود.
از فیلم‌هایی که وینوود در آن‌ها نقش داشته می‌توان قتل با مرگ، تهیه‌کنندگان، قو، ناجورها، کملوت، داربی اوگیل و مردم کوچولو و بازی‌ها را نام برد.